# Bakewar
Bakewar là một thị xã và là một nagar panchayat của quận Etawah thuộc bang Uttar Pradesh, Ấn Độ.

## Địa lý
Bakewar có vị trí 26°40′B 79°11′Đ / 26,67°B 79,18°Đ Nó có độ cao trung bình là 142 mét (465 foot).

## Nhân khẩu
Theo điều tra dân số năm 2001 của Ấn Độ, Bakewar có dân số 13.053 người. Phái nam chiếm 53% tổng số dân và phái nữ chiếm 47%. Bakewar có tỷ lệ 59% biết đọc biết viết, thấp hơn tỷ lệ trung bình toàn quốc là 59,5%: tỷ lệ cho phái nam là 67%, và tỷ lệ cho phái nữ là 51%. Tại Bakewar, 18% dân số nhỏ hơn 6 tuổi.